# Sergio de Lis de Andrés
Sergio de Lis de Andrés (Sant Sebastià, Guipúscoa, 9 de maig de 1986) és un ciclista basc que fou professional entre 2008 i el 2010.
En la seva curta carrera no va aconseguir cap victòria. Durant la temporada 2010, va decidir deixar el professionalisme amb només 24 anys, per motius personals.